# Черпесса (посёлок)
Черпесса — посёлок в Великолукском районе Псковской области России. Входит в состав Шелковской волости.

## География
Расположена на севере района на реке Ловать, в 51 км к северу от райцентра Великие Луки. В 1,5 км к северу находится одноимённая деревня Черпесса.

## Население
| 2001 | 2002 | 2010 |
| ---- | ---- | ---- |
| 204  | ↘159 | ↘116 |

Численность населения посёлка по оценке на начало 2001 года составляла 204 жителя.

## История
С января 1995 до декабря 2014 года деревня входила в состав ныне упразднённой Черпесской волости.